# Liczba Keulegana-Carpentera
Liczba Keulegana-Carpentera (ang. Keulegan-Carpenter number) – oznaczenie symboliczne: Kc lub KC – jedna z liczb podobieństwa, stosowana w teorii drgań wywołanych wirami (ang. vortex induced vibrations).

## Definicja
Liczba Keulegana-Carpentera zdefiniowana jest w sposób:
{\displaystyle K_{c}\;{\stackrel {\mathrm {df} }{=}}\;{\frac {v_{m}}{f_{ex}\,D}}}
lub równoważnie:
{\displaystyle K_{c}\;{\stackrel {\mathrm {df} }{=}}\;{\frac {v_{m}T}{D}},}
gdzie:
{\displaystyle v_{m}} – maksymalna prędkość napływającego strumienia płynu,
{\displaystyle f_{ex}} – częstotliwość oscylacji wibrującego ciała stałego,
{\displaystyle T} – okres oscylacji wibrującego ciała stałego,
{\displaystyle D} – wymiar charakterystyczny wibrującego ciała stałego.
Niekiedy
- {\displaystyle v_{m}} oznacza maksymalną amplitudę zmian prędkości płynu,
- {\displaystyle f_{ex}} – częstotliwość oscylacji prędkości płynu,
- {\displaystyle T} – okres oscylacji prędkości płynu.

W tym drugim przypadku liczba Keulegana-Carpentera stanowi odwrotność liczby Strouhala.

## Własności
Liczba Keulegana-Carpentera powiązana jest ściśle z lokalnym i adwekcyjnym przyspieszeniem płynu, występującym zarówno w hydrodynamicznym równaniu Eulera dla płynów idealnych, jak i w równaniu Naviera-Stokesa dla płynów rzeczywistych. Biorąc pod uwagę wymiary tych przyspieszeń:
przyspieszenie adwekcyjne: {\displaystyle (\mathbf {v} \cdot \nabla )\mathbf {v} \;\sim \;{\frac {V^{2}}{L}},}
przyspieszenie lokalne: {\displaystyle {\frac {\partial \mathbf {v} }{\partial t}}\;\sim \;{\frac {V}{T}}.}
Widać wyraźnie, że ich stosunek równy jest liczbie Keulegana-Carpentera.

## Zastosowania
Liczba Keulegana-Carpentera stosowana jest w teorii drgań ciał stałych wywołanych wirami występującymi w płynach opływających te ciała. Znajomość liczby Keulegana-Carpentera pozwala na oszacowanie częstotliwości drgań opływanego ciała.